# Barrage hydroélectrique d'Iffezheim
Le barrage hydroélectrique d'Iffezheim ou centrale d'Iffezheim est un barrage hydroélectrique franco-allemand sur le Rhin à cheval sur les communes d'Iffezheim (Allemagne) et Roppenheim (France). L'énergie des centrales franco-allemandes de Gambsheim et d'Iffezheim est partagée entre la France et l'Allemagne. En pratique, la centrale de Gambsheim alimente le réseau électrique français, tandis que celle d’Iffezheim produit du courant à destination de l’Allemagne.

## Histoire
Le barrage a été mis en service en 1978, fournissant initialement une puissance de 108 MW grâce à quatre groupes bulbes installés sur une chute de 11,8 m.
Après quatre ans de travaux, la centrale est équipée d'une cinquième turbine, opérationnelle en juin 2013, et sa puissance est portée à 148 MW.

## Pont routier
Le barrage assure également une liaison routière entre la France et l'Allemagne.